# Constantin Bauer (Schriftsteller)
Constantin Hermann Sigismund Bauer, auch Konstantin Bauer, (* 27. Juli 1883 in Blasewitz; † 14. Oktober 1966 in Bielefeld) war ein deutscher Schriftsteller.

## Leben
Der gebürtige Blasewitzer Constantin Bauer, Sohn eines Kaufmanns, wandte sich nach dem Abitur dem Studium der Germanistik an der Universität Leipzig, der Universität Genf sowie der Universität Oxford zu, 1907 erwarb er in Leipzig den akademischen Grad eines Dr. phil. Constantin Bauer folgte im gleichen Jahr einem Ruf als Lektor für neuere deutsche Literatur an die Universität Dijon. Im Jahre 1909 nahm Constantin Bauer eine Oberlehrerstelle am Gymnasium in Wolfenbüttel an, 1921 erfolgte seine Ernennung zum Studienrat.
Constantin Bauer, Freund des im nahen Braunschweig lebenden Wilhelm Raabe, zählte 1911, ein Jahr nach dessen Tod, zu den Mitbegründern der Gesellschaft der Freunde Wilhelm Raabes, deren Mitteilungen er herausgab. Bauers literarisches Werk umfasst neben mehreren Schriften über Raabe, Märchen und Sagen aus der Braunschweiger Gegend und dem Harz und Erzählungen. Bauer veröffentlichte auch in französischer und englischer Sprache.

## Publikationen (Auswahl)
- Die Elegien Pierre de Ronsarts, Dissertation, Seele & Co., Leipzig, 1907
- Raabe-Gedenkbuch : im Auftrage der Freunde Wilhelm Raabes zum 90. Geburtstage des Dichters, H. Klemm, Berlin, 1921
- Braunschweig : Land und Leute in der deutschen Dichtung ; für die Mittelstufe ausgewählt, in: Diesterwegs deutschkundliche Schülerhefte., 7 ;, 4., Diesterweg, Frankfurt a. M., 1925
- Sagen und Legenden aus dem Lande Braunschweig für die Unterstufe, in: Diesterwegs deutschkundliche Schülerhefte, H. 9., Diesterweg, Frankfurt a. M., 1925
- Sport and games in England, in: Grossbritannien und die Vereinigten Staaten, 24.; Teubners kleine Auslandtexte für höhere Lehranstalten, Abt. 1., B. G. Teubner, Leipzig, 1926
- The Puritan Age, in: Teubners kleine Auslandtexte für höhere Lehranstalten, 1,13., B. G. Teubner, Leipzig, 1927
- Wilhelm Raabes Welt und Werk in Bildern, Heckner, Wolfenbüttel, 1931